# 成長ホルモン放出ホルモン
成長ホルモン放出ホルモン（せいちょうホルモンほうしゅつホルモン、Growth hormone releasing hormone; GHRH, GRH）は、44個のアミノ酸配列から成るペプチドホルモンである。このホルモンは、視床下部の弓状核で作られることが知られている。また、このホルモンは、成長ホルモン放出因子 (GRF, GHRF) やソマトクリニンとも呼ばれる。
GHRHは弓状核のニューロンの神経分泌神経末端から放出され、成長ホルモンを分泌する脳下垂体前葉へ視床下部-脳下垂体門脈循環で運搬される。GHRHは脈動の方法で放出され、成長ホルモンも同様に脈動によって放出される。さらに、GHRHは徐波睡眠のとき促進される。

## GHRHとソマトスタチンの関係
GHRHはソマトスタチン（成長ホルモン分泌抑制ホルモン，SRIF）によって阻害される。
ソマトスタチンは、神経分泌神経端末のソマトスタチンニューロンから放出され、視床下部-脳下垂体門脈循環で脳下垂体前葉に運搬される。成長ホルモンの脈動の分泌は視床下部の相反するGHRHとSRIFの協調作用によって放出される。他の既知の神経ペプチドはそれらの生理的濃度ではこの脈動的GH分泌に関与しないと考えられている。

## GHRHのアミノ酸配列
GHRHのアミノ酸配列は、
Tyr - Ala - Asp - Ala - Ile - Phe - Thr - Asn - Ser - Tyr - Arg - Lys - Val - Leu - Gly - Glu - Leu - Ser - Ala - Arg - Lys - Leu - Leu - Gln - Asp - Ile - Met - Ser - Arg - Glu - Gln - Gly - Glu - Ser - Asn - Gln - Glu - Arg - Gly - Ala - Arg - Ala - Arg - LeuNH2